# 존 더몰

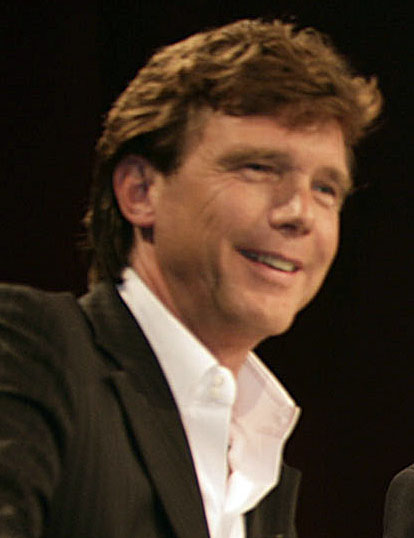
존 더몰

존 더몰(John de Mol, 1955년 4월 24일 ~ )은 네덜란드의 기업인으로, 엔데몰의 설립자이다.